# Jackpot (album de Chingy)
Pour les articles homonymes, voir Jackpot.
Albums de Chingy
Powerballin'
(2004)
Singles
1. Right Thurr
Sortie : 10 mai 2003
2. Holidae In
Sortie : 2 septembre 2003
3. One Call Away
Sortie : 3 janvier 2004

Jackpot est le premier album studio de Chingy, sorti le 15 juillet 2003.
L'album s'est classé 2e au Billboard 200 et au Top R&B/Hip-Hop Albums et a été certifié double disque de platine par la Recording Industry Association of America (RIAA) le 24 février 2004.
Le magazine Billboard a placé Jackpot à la 151e place de la liste des « 200 meilleurs albums de la dernière décennie ».

## Liste des titres
| No  | Titre                                                   | Contient un (des) sample(s) de    | Durée |
| --- | ------------------------------------------------------- | --------------------------------- | ----- |
| 1.  | Jackpot (Intro)                                         |                                   | 0:22  |
| 2.  | He's Herre                                              |                                   | 3:02  |
| 3.  | Represent (featuring Tity Boi et I-20)                  |                                   | 4:12  |
| 4.  | Right Thurr                                             |                                   | 4:10  |
| 5.  | Jackpot the Pimp (Skit)                                 |                                   | 1:07  |
| 6.  | Wurrs My Cash                                           |                                   | 4:33  |
| 7.  | Chingy Jackpot                                          |                                   | 4:03  |
| 8.  | Sample Dat Ass (featuring Murphy Lee)                   |                                   | 5:06  |
| 9.  | One Call Away (featuring J-Weav)                        |                                   | 4:36  |
| 10. | Dice Game (Skit)                                        |                                   | 0:59  |
| 11. | Gettin' It                                              |                                   | 4:27  |
| 12. | Holidae In (featuring Ludacris et Snoop Dogg)           |                                   | 5:14  |
| 13. | Juice                                                   |                                   | 4:43  |
| 14. | Fuck that Nigga (Skit)                                  |                                   | 1:45  |
| 15. | Madd at Me                                              |                                   | 3:54  |
| 16. | Bagg Up                                                 | Ain't Got Time de Curtis Mayfield | 3:21  |
| 17. | Right Thurr (Remix) (featuring Trina et Jermaine Dupri) |                                   | 3:41  |